# Северный цветок (журнал)
«Северный цветок» — журнал, издававшийся в Санкт-Петербурге с 1857 по 1861 год как журнал мод искусств и хозяйства и был продолжением «Дамского альбома рукодельных работ», выходившего в 1856—1857 годах.

## История
В 1856—1857 годах выпускался как журнал шитья, вышивания, мод, домашнего хозяйства, литературы и модных новостей «Дамского альбома рукодельных работ» (иначе — «Дамский альбом рукоделий»). Интересно, что приложением
к журналу были ноты. «Дамский альбом рукоделий» не имел коммерческого успеха и был очень быстро прекращен.
С 1859 года программа журнала расширена за свет введения литературного раздела.
С 1861 года переименован в «Северный цветок».
Из известных авторов с журналом изредка сотрудниками Л. Мей, В. Крестовский, К. Станюкович (в юношеские годы).
Редактором и издателем являлся Александр Михайлович Станюкович (1824—1892), старший брат писателя-мариниста К. М. Станюковича, литератор и журналист, сотрудничавшим с В. Е. Генкелем, который издавал его художественные произведения. Сам А. М. Станюкович помимо «Дамского альбома рукодельных работ» и «Северного Цветка» (1857—1858) издавал и/или редактировал журналы: «Модный журнал для светских людей», «Семейный Круг» (1860) и «Петербургский Вестник» (1861).
Все его издания избегали «острых, серьезных тем, они были посвящены частным, внеидеологическим аспектам жизни: модам и досугу, кулинарии и охоте, хозяйству и домоводству». Издательская деятельность А. М. Станюковича развивалась в сторону расширения тематики: от журнала женских рукоделий до попыток создания политематического развлекательно-практического издания.